# Weekend (pel·lícula de 2011)
Weekend és una pel·lícula romàntica britànica de 2011 dirigida per Andrew Haigh. És protagonitzada per Tom Cullen i Chris New en el paper de dos homes que es coneixen i comencen una relació sexual abans de la setmana en què un d'ells té previst abandonar el país. La pel·lícula va rebre molts elogis després de la seva estrena al festival SXSW als EUA, i va ser un èxit en la taquilla al Regne Unit i els EUA, on va rebre un llançament limitat.

## Argument
Un divendres a la nit a Nottingham, Russell assisteix a una festa a casa amb els amics. Ell assegura al seu millor amic Jamie que hi tornara a ser el diumenge per l'aniversari de la seva filla. Russell se'n va d'hora, però decideix anar sol a un club gai. Just abans de l'hora de tancament es troba amb Glen, un estudiant d'art, amb qui té relacions sexuals a l'apartament de Russell. L'endemà al matí, Glen entabana un reticent Russell a parlar en una gravadora de veu sobre la seva experiència de la nit anterior. Glen li diu que és per a un projecte d'art. Un Russell més reservat se sorprèn per la franca discussió de Glen sobre el sexe. Després que Russell acabés, s'intercanvien els números de telèfon i Glen marxa. Es veu Russell sobre Glen en el seu ordinador portàtil, evidentment, una cosa que fa després de cada un dels seus encontres.
Russell, que treballa com a socorrista, passa un matí solitari a la piscina i durant un moment observa atentament com interactua una parella gai. Ell va enviar un missatge a Glen, que es compromet a tornar a quedar. Els dos comencen a aprendre sobre les vides de cadascú, de les seves aspiracions, i fins i tot comparteixen un passeig en bicicleta per tornar al pis de Russell, on segueixen descobrint més sobre passat de cadascú. Glen explica que el seu projecte d'art té com a objectiu explorar la bretxa entre el que la gent realment és i qui vol ser, com ho demostren les persones amb qui es relaciona per primer cop. Russell revela que mai va arribar a conèixer els seus pares perquè no sap qui són; va créixer en una sèrie de cases d'acollida amb el seu millor amic Jamie. Cada vegada més a prop després de la seva conversa, els dos acaben tenint relacions sexuals.
A punt de sortir, Glen l'explica que havia estat planejant mudar-se a Oregon l'endemà per anar a un curs d'art durant dos anys. Tots dos són visiblement molestos, però continuen afectuosos. En un capritx, Glen el convida a la seva festa de comiat en una bar heterosexual, i més tard Russell decideix anar-hi. Mentre que Glen està començant a discutir sobre l'heteronormativitat amb l'amo del bar, Russell xerrada amb Jill, amiga i companya de pis de Glen. Primer explica a Russell que ella mai ha arribat a escoltar la seva gravació i que Glen l'havia deixat escoltar totes les altres gravacions. A continuació, li confia a Russell que ella i els seus amics no creuen que Glen segueixi endavant amb el seu viatge a Amèrica, fins al punt que han començat una aposta. Ella també revela que Glen havia estat en una relació amb algú anomenat John, que va enganyar Glen en diverses ocasions i que va ser atacat en un parc poc abans d'acabar la relació. Des de llavors, Glen diu que no té xicots.
Russell i Glen deixen la barra, abandonant els amics de Glen, van cap a un carnaval proper. Glen admet que està emocionat de marxa, ja que sent que els seus amics l'estaven reteint. Després de gaudir del seu temps al parc, tornen a l'apartament de Russell i fumen marihuana i inhalen cocaïna. Russell confessa que com el projecte d'art de Glen, ha estat escrivint les seves experiències, encara que de forma més privada. Llegeix alguns de les seves entrades a Glen, moment en el qual revela que un dels homes amb qui Russell havia dormit havia estat John, l'ex de Glen. Comencen a discutir sobre les motivacions per la lluita pel matrimoni homosexual donada postura de Glen en contra de la relació. Russell s'enfronta a Glen dient-li que pensa que només ha perdut la fe en les relacions a causa de John. Glen el renya i li diu que no és tan simple, i que mentre que pensa que Russell seria un xicot increïble, no en vol un ara mateix. Russell s'enfada i se'n va al lavabo. Torna i es reconcilien, i comparteixen un petó tendre. Amb tot el que ha succeït, fan l'amor apassionadament aquesta nit.
Un cop el diumenge al matí, parlen al llit. Russell explica com d'autoconscient que sent en públic per ser gai. Glen dedueix que una raó per la qual Russell manté un registre de les seves trobades és perquè està fascinat per com la gent surt de l'armari. Llavors, Glen es fa passar pel pare de Russell i li dona l'oportunitat d'interpretar finalment com explicaria als pares que és gai. Glen assenyala que marxarà en tren aquesta mateixa tarda, quan Russell ha d'anar a la festa d'aniversari de la filla de Jamie. Russell busca la manera correcta d'acomiadar-se, però Glen el fa callar i marxa amb un petó.
A la festa, Russell fa un feble intent de mantenir l'interès, però està clarament distret. Jamie és capaç de persuadir Russell per parlar del que està en la seva ment, tot i que en general no parlen d'aquesta part de la vida de Russell. Després que Russell expliqués la seva angoixa pels esdeveniments del cap de setmana, Jamie li proposa dur-lo a l'estació de tren per veure Glen. Russell hi arriba a temps, i mentre els dos esperen el tren, Russell s'esforça per transmetre el molt que la seva trobada casual ha significat per a ell. Glen el deté en el moment en què ell mateix comença a contenir les llàgrimes. Es besen en públic, un fet notable per la restricció general de Russell. Glen dona un present a Russell (amb l'etiqueta "Russell el salvavides" perquè Glen havia oblidat el seu cognom), i amb un últim petó, Glen marxa. Més tard, mirant des de la finestra del seu apartament, Russell obre el regal i troba la gravadora de veu que Glen havia fet servir al matí després de la seva primera nit. La reprodueix, i sent a si mateix comencant a explicar el que va ser l'inici d'un cap de setmana inoblidable.

## Repartiment
- Tom Cullen com a Russell
- Chris New com a Glen
- Jonathan Race com a Jamie
- Laura Freeman com a Jill
- Loretto Murray com a Cathy
- Johnathan Wright com a Johnny
- Sarah Churm com a Helen
- Vaxuhall Jermaine com a Damien
- Joe Doherty com a Justin
- Kieran Hardcastle com a Sam

## Producció
Gran part de la pel·lícula va ser filmada a parts de Nottingham a finals de 2010. La promoció i imatges de la producció van ser gravades per l'equip de fotografia Quinnford & Scout (Colin Quinn i Oisín Share), l'obra dels quals va inspirar el disseny de Haigh per a la localització. El duo també fa un cameo en la pel·lícula.
Durant una sessió de preguntes i respostes a l'Irish Film Institute de Dublín l'11 de novembre de 2011, el director Andrew Haigh va dir que el pressupost de la pel·lícula era del voltant de 120.000, sense no s'especifica la moneda.
Segons l'actor Tom Cullen, gran part de l'acció i el diàleg va ser improvisat: "Andrew, Chris i jo realment vam separar el guió en trossos […] Podria, literalment, dir qualsevol cosa a [Chris New] i respondria en conseqüència. Quan començàvem cada escena, mai estàvem del tot segurs cap a on aniria".

## Llançament
Weekend va estrenar-se mundialment al Festival de Cinema SXSW a Austin (Texas) el març de 2011. Es va projectar en altres festivals d'Amèrica del Nord, incloent-hi el Festival de Cinema de Maryland. Es va llançar als cinemes dels Estats Units el 23 de setembre de 2011, i al Regne Unit el 4 de novembre del 2011.

### Recepció crítica
Weekend ha estat aclamada per la crítica. El lloc web d'agregació de crítiques Rotten Tomatoes informa que el 95% dels crítics han donat a la pel·lícula una opinició positiva basada en 72 comentaris, amb una puntuació mitjana de 8/10. Roger Ebert la va descriure com "una pel·lícula intel·ligent, sensible, perceptiva, amb actors molt apropiats per al diàleg".
Wesley Morris del Boston Globe va escriure: "Una de les més veritables i belles pel·lícules mai s'ha fet sobre dos desconeguts". Lisa Schwarzbaum d'Entertainment Weekly va firmar que el "el rerefons del realitzador britànic Andrew Haigh en l'edició (de Gladiator a Mister Lonely) és evident en la bellesa ocasional dels moments que només apareixen 'trobats', un fet que aporta a Weekend una sensació de documental apassionant". Eric Hynes de The Village Voice va comentar: "Naturalista sense ser ineloqüent, sentida encara que no sentimental, Weekend és l'ocell més estrany: una pel·lícula romàntica que sona real". Lena Dunham la va nomenar com un dels seus seves deu millors pel·lícules, dient: "Em va destrossar. Vaig anar-hi sense saber res excepte que els homes homosexuals són el meu públic objectiu i vaig sortir atordida per la subtilesa i sensibilitat de la direcció d'Andrew Haigh."

### Premis i nominacions
La pel·lícula ha rebut diversos premis i nominacions, entre ells:
- Festival de Cinema SXSW — Premi del Públic; Visions Emergents
- Festival de Cinema de Nashville — Gran Jurat a la millor pel·lícula; Millor actor per Tom Cullen
- Festival de Cinema LGBT de Toronto — Premi del Públic a la millor pel·lícula
- Festival de Cinema Frameline – Millor pel·lícula
- Outfest — Gran Premi del Jurat a la millor pel·lícula internacional
- Festival de Cinema Gai i Lèsbic d'Oslo — Guanyadora del Gran Premi del Jurat; Premi del Públic
- Festival de Cinema de Londres — Nominacions de Tom Cullen i Chris New com a millors actors revelació
- Premis British Independent Film — Actor revelació més prometedor per Tom Cullen; Major èxit en producció
- Premis de Cinema Britànic Evening Standard — Millor guió
- Premis del Cercle de Crítics Cinematogràfics de Londres — cineasta trencador britànic per Andrew Haigh
- Crossing Europe - Premi del Públic[18]

### Prohibició en cinemes catòlics
La pel·lícula es va restringir a només deu sales de cinema en el seu llançament a Itàlia el 10 de març de 2016 després que els bisbes del país la titllessin d'"indecent" i "inutilitzable" en moltes de les sales de cinema propietat de l'Església. La pel·lícula va ser rebutjada pels més de 1.100 sales de cinema que són propietat de l'Església Catòlica i es va projectar en la majoria de sales independents italianes. La junta nacional de filmografia d'Itàlia va aprovar la pel·lícula per a un públic major de 14 anys.